# Callonychium luteimaculatum
Callonychium luteimaculatum är en biart som först beskrevs av Embrik Strand 1910.  Callonychium luteimaculatum ingår i släktet Callonychium och familjen grävbin. Inga underarter finns listade.